# Tōrō

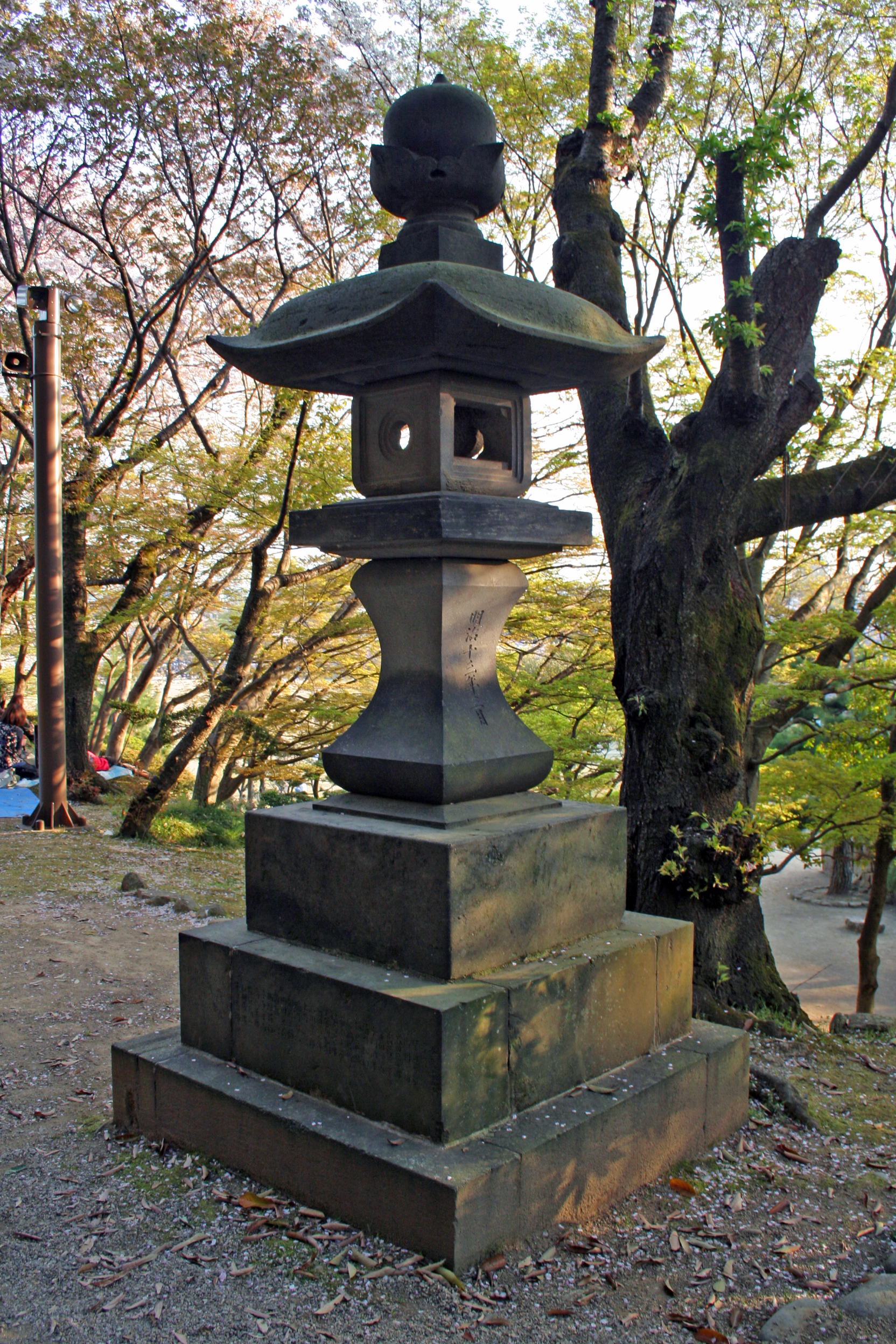
Tōrō do Castelo Himeji.

Tōrō (灯籠 ou 灯篭, 灯楼) é uma lanterna japonesa feita de pedra, madeira ou metal, tradicional do Extremo Oriente. Na China, os espécimes existentes são muito raros, e na Coreia não são tão comuns quanto no Japão, onde foram originalmente utilizados em templos budistas para iluminar os caminhos. Durante o Período Heian (794-1185), porém, passaram a ser usados em santuários xintoístas e em residências privadas.